# Amaranthus soproniensis
Amaranthus soproniensis là loài thực vật có hoa thuộc họ Dền. Loài này được Priszter & Kárpáti mô tả khoa học đầu tiên năm 1949.